# Joyce (manzana)
Joyce es una variedad cultivar de manzano (Malus domestica).
Una variedad de manzana que sus parentales de procedencia son 'McIntosh' x 'Liveland Raspberry'. Desarrollado en 1898 por William T. Macoun en el « "Federal Agriculture Research Station" », Ontario (Canadá). Las frutas tienen una pulpa de color blanca, blanda, tierna y de grano grueso, de sabor jugoso, goloso con acidez suave y toques de frambuesa. Tolera las zonas de rusticidad según el departamento USDA, de nivel 4.

## Sinonimia
La variedad de manzana 'Joyce' no tiene ningún sinónimo, tener en cuenta que la variedad 'Joyce Allardice' es una variedad de manzana diferente.

## Historia
'Joyce' variedad de manzana que procede del cruce de Parental-Madre 'McIntosh' x el polen de Parental-Padre de 'Liveland Raspberry'. Criado en el « "Federal Agriculture Research Station" » en Ottawa Ontario (Canadá) en 1898 por William T. Macoun. Introducido en los circuitos comerciales y nombrado en 1924.
'Joyce' está cultivada en diversos bancos de germoplasma de cultivos vivos, tales como en National Fruit Collection (Colección Nacional de Fruta) de Reino Unido con el número de accesión: 1925-016 y Nombre Accesión : Joyce.

## Características
'Joyce' árbol de porte extenso, moderadamente vigoroso, erguido. Fructifica en espuelas. Comienza a producir como un árbol joven, pero tiene tendencia a convertirse en bienal, necesita un aclareo anual para mantener el tamaño de la fruta. Las flores pueden tolerar las heladas tardías. Tiene un tiempo de floración que comienza a partir del 29 de abril con el 10% de floración, para el 5 de mayo tiene una floración completa (80%), y para el 12 de mayo tiene un 90% de caída de pétalos.
'Joyce' tiene una talla de fruto medio, con altura promedio de 60,50 mm y ancho promedio de 67,00 mm con forma oblonga, a menudo de contorno irregular, con la corona de tipo medio, y las costillas con acanalado en los laterales que se extiende hasta la coronilla; epidermis dura, con color de fondo amarillo blanquecino con sobre color de rubor granate marcado con gruesas rayas rojas que pueden cubrir casi toda la manzana,  marcada con lenticelas amarillentas que están dispersas escasamente sobre la superficie, ruginoso-"russeting" (pardeamiento áspero superficial que presentan algunas variedades) débil; cáliz de tamaño pequeño y cerrado o parcialmente abierto, se encuentra en una cuenca calicina estrecha, poco profunda, que está rodeada por una corona irregularmente protuberante; pedúnculo de longitud medio y calibre robusto, que se encuentra en una cavidad moderadamente profunda y abierta, que tiene un ligero ruginoso-"russeting"; pulpa de color es blanca, blanda, tierna y de grano grueso, de sabor jugoso, goloso con acidez suave y toques de frambuesa.
Su tiempo de recogida de cosecha se inicia a mediados de agosto. Algo agrio cuando se recolecta por primera vez, pero se suaviza con el almacenamiento. Se conserva bien un par de meses en cámara frigorífica.

## Usos
Se usa comúnmente como postre fresco de mesa buena manzana refrescante.

## Ploidismo
Diploide. Auto estéril. Grupo de polinización : B, Día de polinización: 5.